# Friedel J. Pick
Friedel J. Pick, född 26 september 1867 i Prag, död 7 april 1926, tjeckisk-österrikisk läkare.
Han studerade i Prag och Heidelberg och tog sin examen 1890. 1895 blev han Privatdozent i invärtesmedicin och elva år senare ausserordentlicher professor. Förutom invärtesmedicin så undervisade han även i medicinhistoria.
Han har tillsammans med Victor Henri Hutinel givit namn åt Hutinel-Picks syndrom.